# Publications-Schelfeis
Koordinaten: 69° 38′ 0″ S, 75° 20′ 0″ O
Das Publications-Schelfeis ist eine der kleineren Schelfeistafeln in Ostantarktika. Im Südosten der Prydz Bay erstreckt es sich über 56 km entlang der Ingrid-Christensen-Küste des Prinzessin-Elisabeth-Lands. Seine Fläche wird mit 1600 km² angegeben.
Entdeckt wurde das Schelfeis bei der norwegischen Lars-Christensen-Expedition 1936/37, erhielt aber damals noch keinen Namen. Bei der US-amerikanischen Operation Highjump (1946–1947) wurde das Schelfeis überflogen und photogrammetrisch vermessen. Der US-amerikanische Geograph John Hobbie Roscoe (1919–2007), der mit der Auswertung der bei der Operation Highjump entstandenen Luftbilder befasst war, kartierte das Schelfeis und die das Schelfeis speisenden Gletscher und vergab 1952 den Namen Publication Glacier Tongues (englisch für Publication-Gletscherzungen). Der Name bezieht sich auf die einmündenden Gletscher, die allesamt nach wissenschaftlichen Zeitschriften benannt sind und zwar von Südwest nach Nordost: Polar-Times-Gletscher, Il-Polo-Gletscher, Polarforschung-Gletscher, Polar-Record-Gletscher und Polarårboken-Gletscher. Im Jahre 1973 wurde der Name in Publications Ice Shelf geändert.